# Campionati europei di atletica leggera 2022 - Salto in alto maschile
Il concorso del salto in alto maschile ai campionati europei di atletica leggera 2022 si è svolto il 16 e il 18 agosto 2022.

## Podio
| Pos.    | Atleta            | Nazione  | Misura | Note |
| ------- | ----------------- | -------- | ------ | ---- |
| Oro     | Gianmarco Tamberi | Italia   | 2,30 m |      |
| Argento | Tobias Potye      | Germania | 2,27 m |      |
| Bronzo  | Andrij Procenko   | Ucraina  | 2,27 m |      |

## Record
Prima di questa competizione, il record del mondo (RM), il record europeo (EU) ed il record dei campionati (RC) erano i seguenti:
| Record                | Prestazione | Atleta                    | Data                                 | Competizione |
| --------------------- | ----------- | ------------------------- | ------------------------------------ | ------------ |
| Record mondiale       | 2,45        | Javier Sotomayor Cuba     | 27 luglio 1993 Salamanca, Spagna     |              |
| Record europeo        | 2,42        | Patrik Sjöberg Svezia     | 30 giugno 1987 Stoccolma, Svezia     |              |
| Record europeo        | 2,42        | Bohdan Bondarenko Ucraina | 14 giugno 2014 New York, Stati Uniti |              |
| Record dei campionati | 2,36        | Andrej Silnov Russia      | 9 agosto 2006 Göteborg, Svezia       | Europei 2006 |

### Campione in carica
Il campione europeo in carica era prima della manifestazione sportiva:
| Campione | Nazione                    | Prestazione | Data                             | Competizione |
| -------- | -------------------------- | ----------- | -------------------------------- | ------------ |
| Europeo  | Mateusz Przybylko Germania | 2,35 m      | 11 agosto 2018 Berlino, Germania | Europei 2018 |

### La stagione
Prima di questa gara, gli atleti con le migliori tre prestazioni dell'anno erano:
| Pos. | Nazione                                  | Prestazione | Data                                         |
| ---- | ---------------------------------------- | ----------- | -------------------------------------------- |
| 1    | Ilya Ivanyuk Atleti Neutrali Autorizzati | 2,34 m      | 7 giugno 2022 Mosca, Russia                  |
| 2    | Andrij Procenko Ucraina                  | 2,33 m      | 18 luglio 2022 Eugene, Stati Uniti d'America |
| 2    | Gianmarco Tamberi Italia                 | 2,33 m      | 18 luglio 2022 Eugene, Stati Uniti d'America |

## Risultati

### Qualificazione
Le qualificazioni si sono disputate a partire dalle 18:35 del 16 agosto. Si qualificano alla finale gli atleti che saltano 2,28 m (Q) o le dodici migliori misure (q).
| Pos. | Gruppo | Atleta              | Nazionalità   | 2,12 | 2,17 | 2,21 | Risultato | Note |
| ---- | ------ | ------------------- | ------------- | ---- | ---- | ---- | --------- | ---- |
| 1    | B      | Thomas Carmoy       | Belgio        | o    | o    | o    | 2,21      | q    |
| 1    | B      | Marco Fassinotti    | Italia        | o    | o    | o    | 2,21      | q    |
| 1    | B      | Tihomir Ivanov      | Bulgaria      | o    | o    | o    | 2,21      | q =  |
| 1    | A      | Tobias Potye        | Germania      | o    | xo   | o    | 2,21      | q    |
| 5    | A      | Douwe Amels         | Paesi Bassi   | o    | xo   | o    | 2,21      | q    |
| 5    | B      | Jonas Wagner        | Germania      | o    | xo   | o    | 2,21      | q    |
| 7    | A      | Mateusz Przybylko   | Germania      | o    | xxo  | o    | 2,21      | q    |
| 8    | A      | Andrij Procenko     | Ucraina       | o    | o    | xo   | 2,21      | q    |
| 8    | B      | Gianmarco Tamberi   | Italia        | o    | o    | xo   | 2,21      | q    |
| 10   | A      | Oleh Doroshchuk     | Ucraina       | o    | o    | xxo  | 2,21      | q    |
| 10   | A      | Sébastien Micheau   | Francia       | o    | o    | xxo  | 2,21      | q    |
| 10   | B      | Jan Štefela         | Rep. Ceca     | o    | o    | xxo  | 2,21      | q    |
| 13   | B      | Joel Clarke-Khan    | Gran Bretagna | o    | xo   | xxo  | 2,21      | q    |
| 14   | A      | Juozas Baikštys     | Lituania      | o    | o    | xxx  | 2,17      |      |
| 14   | B      | Bohdan Bondarenko   | Ucraina       | o    | o    | xxx  | 2,17      |      |
| 14   | B      | Yonathan Kapitolnik | Israele       | o    | o    | xxx  | 2,17      |      |
| 14   | B      | Antonios Merlos     | Grecia        | o    | o    | xxx  | 2,17      |      |
| 18   | A      | David Smith         | Gran Bretagna | xxo  | xo   | xxx  | 2,17      |      |
| 19   | A      | Péter Bakosi        | Ungheria      | o    | xxx  |      | 2,12      |      |
| 19   | A      | Gerson Baldé        | Portogallo    | o    | xxx  |      | 2,12      |      |
| 21   | A      | Josef Adámek        | Rep. Ceca     | xo   | xxx  |      | 2,12      |      |
| 21   | A      | Christian Falocchi  | Italia        | xo   | xxx  |      | 2,12      |      |
| 23   | B      | Enes Talha Şenses   | Turchia       | xxo  | xxx  |      | 2,12      |      |
|      | B      | Nathan Ismar        | Francia       | xxx  |      |      | NM        |      |

### Finale
La finale si è disputata alle ore 20:50 del 18 agosto.
| Pos.    | Atleta            | Nazionalità   | 2,18 | 2,23 | 2,27 | 2,30 | 2,32 | 2,33 | Risultato | Note |
| ------- | ----------------- | ------------- | ---- | ---- | ---- | ---- | ---- | ---- | --------- | ---- |
| Oro     | Gianmarco Tamberi | Italia        | o    | o    | o    | xo   | x-   | xx   | 2,30 m    |      |
| Argento | Tobias Potye      | Germania      | o    | o    | o    | xxx  |      |      | 2,27 m    |      |
| Bronzo  | Andrij Procenko   | Ucraina       | o    | xxo  | o    | xx-  | x    |      | 2,27 m    |      |
| 4       | Oleh Doroshchuk   | Ucraina       | o    | o    | xx-  | x    |      |      | 2,23 m    |      |
| 5       | Thomas Carmoy     | Belgio        | o    | xo   | xxx  |      |      |      | 2,23 m    |      |
| 6       | Mateusz Przybylko | Germania      | o    | xxo  | xxx  |      |      |      | 2,23 m    |      |
| 7       | Jan Štefela       | Rep. Ceca     | o    | xxx  |      |      |      |      | 2,18 m    |      |
| 8       | Tihomir Ivanov    | Bulgaria      | xxo  | xxx  |      |      |      |      | 2,18 m    |      |
|         | Douwe Amels       | Paesi Bassi   | xxx  |      |      |      |      |      | NM        |      |
|         | Joel Clarke-Khan  | Gran Bretagna | xxx  |      |      |      |      |      | NM        |      |
|         | Marco Fassinotti  | Italia        | xxx  |      |      |      |      |      | NM        |      |
|         | Sébastien Micheau | Francia       | xxx  |      |      |      |      |      | NM        |      |
|         | Jonas Wagner      | Germania      | xxx  |      |      |      |      |      | NM        |      |